# 斯巴達 (內布拉斯加州)
斯巴達（英語：Sparta）是位於美國內布拉斯加州諾克斯縣的非建制地區。

## 歷史
斯巴達的郵局於1880年設立，其後於1912年停運。

## 地理
斯巴達所處的海拔為高於海平面501米（即1644英呎），而該地所採用的時區為UTC-6，即北美中部时区（CST）。同時該地設有夏令時間，為UTC-6調快一小時，即UTC-5（CDT）。